# Metal Hammer
Metal Hammer (o MetalHammer) è una rivista mensile heavy metal fondata nel 1983 nel Regno Unito dal manager londinese Wilfried F. Rimensberger e pubblicata in Inghilterra, Irlanda, Germania, Austria, Spagna, Grecia, Polonia, Italia, Ungheria, Svizzera, Serbia e Montenegro.
È la seconda rivista di genere rock più venduta in Inghilterra, battuta solamente dalla storica Kerrang!. In Germania, Metal Hammer è la rivista musicale più venduta da quando fu lanciata, nel 1984. È una delle riviste di musica hard rock/heavy metal più vendute d'Europa.

## Storia
L'idea di fondare Metal Hammer, una rivista musicale multi lingua, venne ideata nel 1983 dal manager londinese Wilfried F. Rimensberger. In quel tempo, suggerì alla neonata Kerrang! di pubblicare una versione in Germania della stessa rivista, ma i suoi editori non furono interessati. Rimensberger propose dunque l'idea a Jürgen Wigginghaus, editore della rivista tedesca "MusikSzene", rivista in cui Rimensberger era capo-redattore, ma anche questi non fu interessato. Seguirono altri editori, come gli importanti Springer Verlag, Ringier e Bauer, ma nessuno accolse l'idea di Rimensberger.
Rimensberger tornò dunque da Wigginghaus, convincendolo ad una prova sul campo con la pubblicazione in Germania della sua rivista. Iniziò dunque a realizzare Metal Hammer a Londra. Sviluppò il concetto di una rivista multi-lingua, che in breve portò ad una circolazione mensile superiore ad un milione e, durante il suo picco massimo, Metal Hammer fu pubblicata in undici diverse lingue. Metal Hammer ha ora edizioni locali in paesi come Giappone, Serbia, Spagna, Paesi Bassi, Italia, Polonia, Ungheria e Francia.
Rimensberger, oltre ad avere l'idea di realizzare Metal Hammer, realizzò anche un canale radio improntato sul metal e ascoltato in vari paesi. Organizzò anche il primo "Metalhammer Lorelei Festival" con grandi artisti, fra cui Metallica, Motörhead e Venom. Rimensberger collegò anche il nome di Metal Hammer con la BBC (per il Tommy Vance Rock Show), con MTV Metal Show con Bailey Brothers e il Castle Donington Monsters of Rock Festival.

## Pubblicazioni
Metal Hammer in Inghilterra ha cambiato editori numerose volte, iniziando dalla Dennis Publishing e finendo ora nelle mani della Future Publishing.
Metal Hammer in Germania viene invece pubblicato dalla Springer publishing.
Le edizioni greche e italiane sono invece prodotte indipendentemente. 
Metal Hammer in Serbia è pubblicato dalla Color Media Group.

## Metal Hammer Italia
Metal Hammer Italia è la versione italiana della rivista musicale internazionale Metal Hammer, specializzata in musica heavy metal e hard rock. 
La pubblicazione in lingua italiana iniziò nel 1988, inizialmente con un accordo tra l’editore tedesco (titolare del marchio internazionale) e la casa editrice Leti, già responsabile della rivista H/M. Tuttavia, l'accordo durò poco più di un anno e si concluse con una controversia legale. A partire dal gennaio 1990, la produzione dell’edizione italiana fu temporaneamente trasferita a Londra presso la redazione inglese, dove veniva realizzata una traduzione diretta della rivista originale, pubblicata sotto il nome di Nuovo Metal Hammer.
Nel corso dello stesso anno, venne avviata una collaborazione con Claudio Cubito,Luca Signorelli e Sandor Mallasz  per inserire contenuti originali legati alla scena musicale italiana. Questa collaborazione portò alla nascita di una redazione autonoma e alla pubblicazione di Metal Hammer Italia come testata con una propria identità editoriale, pur mantenendo un legame con il progetto internazionale.
Nel tempo, la rivista ha ospitato numerosi giornalisti professionisti e collaboratori attivi nel panorama musicale italiano e ha contribuito alla diffusione della cultura heavy metal nel Paese. Tra i nomi più noti figurano Stefano Pera, Alex Ventriglia e Fabio Magliano, che hanno ricoperto il ruolo di caporedattori. Hanno inoltre fatto parte della redazione, in varie fasi della storia della rivista, giornalisti come Sandro Buti, Carmelo Giordano, Barbara Volpi, Filippo Pagani, Stefano Longhi, Cristiano Bianchi, Andrea Vignati, Simone Sacco, Enrico De Paola, Angelo Mora, Enzo Mazzeo, Fabio Rodighiero e Roberto Villani. Metal Hammer Italia è stata partner di eventi di rilievo come il Gods of Metal e il Wacken Open Air, e ha lanciato testate parallele dedicate a sottogeneri specifici, come Grind Zone (metal estremo) e Power Zone (power metal e sonorità fantasy).
Nel 2004, a seguito di divergenze interne, alcuni collaboratori abbandonarono la testata per fondare la rivista Metal Maniac. Metal Hammer Italia proseguì regolarmente le pubblicazioni fino al 2012 sotto l’editore PDC. Nel 2014 i diritti vennero acquisiti da Black Sun Media, che tentò un ritorno in edicola, senza però riuscire a rilanciare stabilmente la versione cartacea.
La rivista è passata quindi a una distribuzione digitale, attiva fino al 2017, per poi continuare esclusivamente in formato web attraverso il sito www.metalhammer.it, sotto la direzione editoriale di Alex Ventriglia e Fabio Magliano, e con il coordinamento di Maria Teresa Balzano.
Il 23 aprile 2025 è stata annunciata da Sprea Editori l’uscita di una nuova pubblicazione in edicola con il nome Metal Hammer, prodotta su licenza del marchio internazionale e indipendente dalla storica redazione di Metal Hammer Italia.